# Ramienicowe
Ramienicowe (Charophyceae) – gromada glonów, w zależności od ujęcia taksonomicznego monotypowa (równoważna rzędowi Charales) lub obejmująca kilka rzędów (wówczas często równoważna gromadzie Charophyta).
Do ramienicowych w szerokim ujęciu zaliczają się najpospolitsze zielenice słodkowodne, takie jak nitkowata skrętnica (Spirogyra) czy wielokomórkowa, plechowata ramienica (Chara), która porasta dno słodkowodnych zbiorników.

## Charakterystyka
Budowa jednokomórkowa, często kolonijna lub nitkowata, po rozbudowaną wielokomórkową plechę.
U ramienicowych wrzeciono kariokinetyczne nie zanika, podobnie jak u watkowatych, jednakże tworzenie nowej ściany komórki w trakcie podziału zaczyna się w środku wrzeciona i postępuje ku ścianom komórki, a więc podobnie jak u zielenic właściwych - inaczej niż u watkowych. 

## Systematyka

### Bez uwzględnienia form kopalnych
Systematyka ramienic wzbudza kontrowersje. Ze względu na dużą odmienność od pozostałych glonów i jednocześnie małe zróżnicowanie wewnętrzne, tej samej grupie (temu samemu kladowi) odpowiadać może kilka taksonów o różnej randze – rodzina Characeae, rząd Charales, klasa Charophyceae i gromada Charophyta, które po polsku albo wszystkie określa się jako ramienice, albo różnicuje końcówki – odpowiednio: ramienicowate, ramienicowce, ramienicowe, ramienice. W systemach, w których rząd Charales jest grupą siostrzaną wobec rzędów Klebsormidiales i Zygnematales (oraz kilku innych), takson Charophyceae przestaje być monotypowy. Bywa on ponadto uważany za równorzędny zielenicom (bądź w randze klasy, gdy taksony te nazywane są Charophyceae i Chlorophyceae, bądź w randze gromady, odpowiednio – Charophyta i Chlorophyta) albo też im podrzędny (wówczas Charophyceae należą do Chlorophyta, podobnie jak Chlorophyceae obejmujące wtedy tylko tzw. zielenice właściwe). Ponadto ramienice, zielenice i rośliny telomowe mogą być łączone albo ze względu na podobieństwo morfologiczne (zielenice z ramienicami jako tzw. glony zielone Chlorophytina, a rośliny telomowe są wydzielane osobno), albo ze względu na pokrewieństwo (ramienice z roślinami telomowymi jako Streptophyta lub nawet Charophyta, a reszta zielenic jest wówczas wydzielana odrębnie).
Według systemu przyjętego w serwisie AlgaeBase systematyka ramienicowców przedstawia się następująco:
- cesarstwo (domena): eukarionty
  - królestwo: rośliny
    - podkrólestwo: rośliny zielone
      - infrakrólestwo: Streptophyta
        - gromada: Charophyta
          -             - klasa: Charophyceae (w tym systemie monotypowa, siostrzana wobec: Coleochaetophyceae, Klebsormidiophyceae, Mesostigmatophyceae i Zygnematophyceae)
              - rząd: Charales

Natomiast Szweykowscy ramienicowe dzielili następująco:
- gromada: ramienice (Charophyta) – monotypowa
  - klasa: ramienicowe (Charophyceae)
    - rząd: chlorokybowce (Chlorokybales)
    - rząd: klebsormidiowce (Klebsormidiales)
    - rząd: sprzężnicowce, sprzężnice (Zygnematales)
    - rząd: tarczowłosowce (Coleochaetales)
    - rząd: ramienicowce, ramienice właściwe (Charales)

### Systematyka form dzisiejszych i kopalnych
Zapis kopalny ramienicowych to prawie wyłącznie gyrogonity. Na ich podstawie w obrębie klasy Charophyceae Smith (1938) wyróżnia się trzy rzędy:
- Moellerinales Lu, Soulié-Märsche & Wang, znane od syluru do permu;
- Sycidiales Mädler, znane od syluru do karbonu;
- Charales Lindl., znane od dewonu do dziś[3].